# Рукія довгодзьоба
Рукія довгодзьоба (Rukia longirostra) — вид горобцеподібних птахів родини окулярникових (Zosteropidae). Ендемік Федеративних Штатів Мікронезії.

## Поширення і екологія
Довгодзьобі рукії є ендеміками острова Понпеї. Вони живуть в тропічних рівнинних лісах і на плантаціях, на висоті до 600 м над рівнем моря.

## Поведінка
Довгодзьобі рукії харчуються переважно нектаром пальм, а також комахами і плодами.

## Збереження
МСОП вважає стан збереження цього виду близьким до загрозливого. За оцінкою дослідників, популяція довгодзьобих рукій складає 31600 птахів. Їм загрожує знищення природного середовища а також можливість появи на острові інвазивної бурої бойги.